# Parafia Niepokalanego Poczęcia Najświętszej Maryi Panny w Żytnie
Parafia Niepokalanego Poczęcia Najświętszej Maryi Panny w Żytnie – parafia rzymskokatolicka w Żytnie. Należy do Dekanatu Gidle archidiecezji częstochowskiej. Została utworzona w 1314 roku lub według Szythne in Terra Siradensi w 1358 roku.  Parafię prowadzą księża archidiecezjalni.